# سان پدر وده اورابا
سان پدر وده اورابا (به اسپانیایی: San Pedro de Urabá) یک سکونتگاه مسکونی در کلمبیا است که در Urabá Antioquia واقع شده‌است.